# Otapanje ledenjaka
Otapanje ledenjaka naziv je za proces koji je posljedica globalnog zatopljenja Zemlje. U posljednje vrijeme sve više privlači pozornost svjetske javnosti. Danas se otapanje ledenjaka smatra jednom od najopasnijih posljedica globalnog zagrijavanja. Najugroženija su područja Grenlanda i Antarktike. Neki znanstvenici smatraju da bi se ledenjaci u potpunosti mogli otopiti već 2050. godine. U budućnosti ova bi pojava mogla ugroziti živote milijuna ljudi diljem svijeta.

## Vanjske poveznice
|  | Zajednički poslužitelj ima još gradiva o temi Otapanje ledenjaka |